# GÉANT

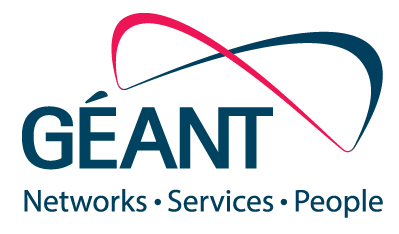
Il logo di GÉANT.

Il progetto GÉANT è nato dalla collaborazione fra 26 reti nazionali di ricerca e istruzione, in rappresentanza di 30 paesi europei, della Commissione europea e del consorzio DANTE. Lo scopo principale del progetto è lo sviluppo della rete GÉANT, una dorsale pan-europea multi-gigabit dedicata specificamente alla ricerca e all'istruzione.

## Storia
Il nome GÉANT è stato dato sia al progetto sia alla rete che è stata sviluppata. Il suo successore, GÉANT2, ha iniziato a funzionare ufficialmente il 1º settembre 2004. I due progetti hanno convissuto fino al giugno 2005. Il successivo progetto GÉANT (GN3) è iniziato il 1º aprile 2009 ed è proseguito fino ad aprile 2013. Questo è stato poi sostituito dal progetto GN3plus che è stato programmato per due anni. Il progetto è ora nella sua quarta iterazione (GN4).